# Grels Teir
Grels Olof Teir (né le 26 février 1916 à Lapväärtti et mort le 23 juin 1999 à Helsinki) est un homme politique finlandais,,. 

## Biographie
Grels Teir est directeur général du Trésor public de 1973 a 1983, juge suppléant, président du conseil municipal de Kokkola et d'Helsinki.
Il est grand électeur présidentiel en 1950, 1956 et 1968.
Grels Teir entre à l'université en 1934, et obtient son diplôme de droit en 1944 et le titre de juge suppléant en 1947. 
De 1944 à 1959, Grels Teir est avocat à Kokkola, de 1948 à 1956, dans son propre cabinet d'avocat.
De 1959 à 1971, il est directeur de la succursale de la banque Helsingin Osakepankki à Kokkola.

## Carrière politique
Grels Teir est député de la circonscription de Vaasa du 21 juillet 1951 au 19 février 1962 et du 20 février 1962 au 26 septembre 1975.
Ministre des Transports et des Travaux publics du Virolainen (12.09.1964–26.05.1966), ministre du Commerce et de l'Industrie des gouvernements  (Koivisto I) 22.03.1968–13.05.1970 et Sorsa I (04.09.1972–31.12.1972).
Il est aussi vice-ministre des Affaires sociales et de la Santé du Liinamaa (13.06.1975–29.11.1975),.